# 比尔加莱
比尔加莱（法語：Burgalays）是法国上加龙省的一个市镇，属于圣戈当区（Saint-Gaudens）圣贝阿县（Saint-Béat）。该市镇总面积5.05平方公里，2009年时的人口为129人。

## 人口
比尔加莱人口变化图示